# Cuauhtémoc, Ayotoxco de Guerrero
Cuauhtémoc är en ort i Mexiko.   Den ligger i kommunen Ayotoxco de Guerrero och delstaten Puebla, i den sydöstra delen av landet, 190 km öster om huvudstaden Mexico City. Cuauhtémoc ligger 294 meter över havet och antalet invånare är 266.
Terrängen runt Cuauhtémoc är varierad. Runt Cuauhtémoc är det tätbefolkat, med 356 invånare per kvadratkilometer. Närmaste större samhälle är Ciudad de Cuetzalan, 10,8 km väster om Cuauhtémoc. Omgivningarna runt Cuauhtémoc är en mosaik av jordbruksmark och naturlig växtlighet.